# Tequilera La Gonzaleña
Die Tequilera La Gonzaleña ist ein Tequila-Produzent mit Sitz im mexikanischen Bundesstaat Tamaulipas. Hier wird unter anderem der Tequila der Marke Chinaco in den Sorten Blanco, Reposado und Añejo produziert, der in US-amerikanischen Fachmagazinen stets unter den allerbesten Tequilas erwähnt wird und bereits mehrfach ausgezeichnet wurde. Die Tequilera La Gonzaleña wird von der mexikanischen Aufsichtsbehörde CRT unter den Bezeichnungen NOM 1127 und DOT 110 geführt. 

## Geschichte
Ein Hurrikan hatte 1965 weite Teile des Bundesstaates Tamaulipas zerstört. Die den Orkan überlebenden Agave-Pflanzen verkaufte der seinerzeitige Agrarminister von Tamaulipas, Guillermo González – ein Enkel des ehemaligen Präsidenten Manuel González (1880–1884) – an den Bundesstaat Jalisco, dem es seinerzeit als einzigem Bundesstaat Mexikos gestattet war, Tequila herzustellen. 
Dank des unermüdlichen Einsatzes von Guillermo González wurde in den frühen 1970er Jahren auch einigen ausgewählten Gemeinden in vier weiteren Bundesstaaten – einer von ihnen Tamaulipas – das Recht zuerkannt, Tequila erzeugen zu dürfen. Dies führte zur Gründung der Tequilera La Gonzaleña, die 1983 als erste Destillerie überhaupt einen Ultra-Premium Tequila aus 100 % Agave auf den Markt brachte.